# Hockey sur glace aux Jeux olympiques de 1952
Navigation
Saint-Moritz 1948 Cortina d'Ampezzo 1956
Cet article présente les résultats des compétitions de hockey sur glace aux Jeux olympiques d'hiver de 1952 à Oslo, en Norvège. Le résultat des Jeux a également compté pour le classement du dix-neuvième championnat du monde A et du trentième championnat d'Europe. Un championnat du monde B a eu lieu un mois après les Jeux olympiques.

## Résultats des matchs
| 15 février - Norvège 2 – 3 États-Unis - Suède 9 – 2 Finlande - Tchécoslovaquie 8 – 2 Pologne - Canada 15 – 1 Allemagne Fédérale 16 février - Suisse 12 – 0 Finlande - Norvège 0 – 6 Tchécoslovaquie - États-Unis 8 – 2 Allemagne Fédérale - Suède 17 – 1 Pologne 17 février - Norvège 2 – 4 Suède - Suisse 6 – 3 Pologne - Canada 13 – 3 Finlande - Tchécoslovaquie 6 – 1 Allemagne Fédérale | 18 février - États-Unis 8 – 2 Finlande - Canada 11 – 0 Pologne - Norvège 2 – 7 Suisse - Suède 7 – 3 Allemagne Fédérale 19 février - Canada 4 – 1 Tchécoslovaquie - États-Unis 8 – 2 Suisse 20 février - Pologne 4 – 4 Allemagne Fédérale - Norvège 2 – 5 Finlande 21 février - États-Unis 2 – 4 Suède - Canada 11 – 2 Suisse - Tchécoslovaquie 11 – 2 Finlande - Norvège 2 – 6 Allemagne Fédérale | 22 février - Finlande 5 – 1 Allemagne Fédérale - Tchécoslovaquie 8 – 3 Suisse - États-Unis 5 – 3 Pologne - Canada 3 – 2 Suède 23 février - Suède 5 – 2 Suisse - Norvège 2 – 11 Canada - Pologne 4 – 2 Finlande - États-Unis 6 – 3 Tchécoslovaquie 24 février - Tchécoslovaquie 4–0 Suède - Suisse 6–3 Allemagne Fédérale - Norvège 3–4 Pologne - Canada 3–3 États-Unis |

### Classement
| Clt   | Équipe             | PJ | V | D | N | BP | BC | Diff | Pts |
| ----- | ------------------ | -- | - | - | - | -- | -- | ---- | --- |
| +001, | Canada             | 8  | 7 | 0 | 1 | 71 | 14 | +57  | 15  |
| +002, | États-Unis         | 8  | 6 | 1 | 1 | 43 | 21 | +22  | 13  |
| +003, | Suède              | 8  | 6 | 2 | 0 | 48 | 19 | +29  | 12  |
| +003, | Tchécoslovaquie    | 8  | 6 | 2 | 0 | 47 | 18 | +29  | 12  |
| +005, | Suisse             | 8  | 4 | 4 | 0 | 40 | 40 | 0    | 8   |
| +006, | Pologne            | 8  | 2 | 5 | 1 | 21 | 56 | -35  | 5   |
| +007, | Finlande           | 8  | 2 | 6 | 0 | 21 | 60 | -39  | 4   |
| +008, | Allemagne fédérale | 8  | 1 | 6 | 1 | 21 | 53 | -32  | 3   |
| +009, | Norvège            | 8  | 0 | 8 | 0 | 15 | 46 | -31  | 0   |

- Champion olympique
- Médaille d'argent
- Médaille de bronze

### Match pour la troisième place
Étant à égalité de points et ayant une différence de buts identique, les équipes de Suède et de Tchécoslovaquie doivent s'affronter de nouveau le 25 février pour déterminer le médaillé de bronze, ainsi que le Champion d'Europe. Finalement, la Suède s'impose sur le score de 5 buts à 3.

## Classements finaux
| Place                               | Équipe             |
| ----------------------------------- | ------------------ |
| Médaille d'or, Jeux olympiques      | Canada             |
| Médaille d'argent, Jeux olympiques  | États-Unis         |
| Médaille de bronze, Jeux olympiques | Suède              |
| 4                                   | Tchécoslovaquie    |
| 5                                   | Suisse             |
| 6                                   | Pologne            |
| 7                                   | Finlande           |
| 8                                   | Allemagne fédérale |
| 9                                   | Norvège            |

| Place | Équipe             |
| ----- | ------------------ |
|       | Suède              |
|       | Tchécoslovaquie    |
|       | Suisse             |
| 4     | Pologne            |
| 5     | Finlande           |
| 6     | Allemagne fédérale |
| 7     | Norvège            |

## Médaillés
| Épreuves         | Or | Argent | Bronze |
| ---------------- | --- | --- | --- |
| Tournoi masculin | Canada George Abel, John Davies, Billie Dawe, Robert Dickson, Donald Gauf, William Gibson, Ralph Hansch, Robert Meyers, David Miller, Eric Paterson, Thomas Pollock, Allan Purvis, Gordon Robertson, Louis Secco, Francis Sullivan, Robert Watt. | États-Unis Rube Bjorkman, Leonard Ceglarski, Joseph Czarnota, Richard Desmond, André Gambucci, Clifford Harrison, Gerald Kilmartin, John Mulhern, John Noah, Arnold Oss, Robert Rompre, James Sedin, Alfred Van Allen, Donald Whiston, Kenneth Yackel. | Suède Göte Almqvist, Hans Andersson-Tvilling, Stig Andersson-Tvilling, Åke Andersson, Lars Björn, Göte Blomqvist, Thord Flodqvist, Erik Johansson, Gösta Johansson, Rune Johansson, Sven Johansson-Tumba, Erik Lassas, Holger Nurmela, Lars Pettersson, Lars Svensson, Sven Thumann, Hans Öberg |